# Sébastien Valfrè
Sébastien Valfrè (Verduno, 9 mars 1629 - Turin, 30 janvier 1710) est un prêtre piémontais de la congrégation de l'Oratoire et reconnu bienheureux par l'Église catholique.

## Biographie

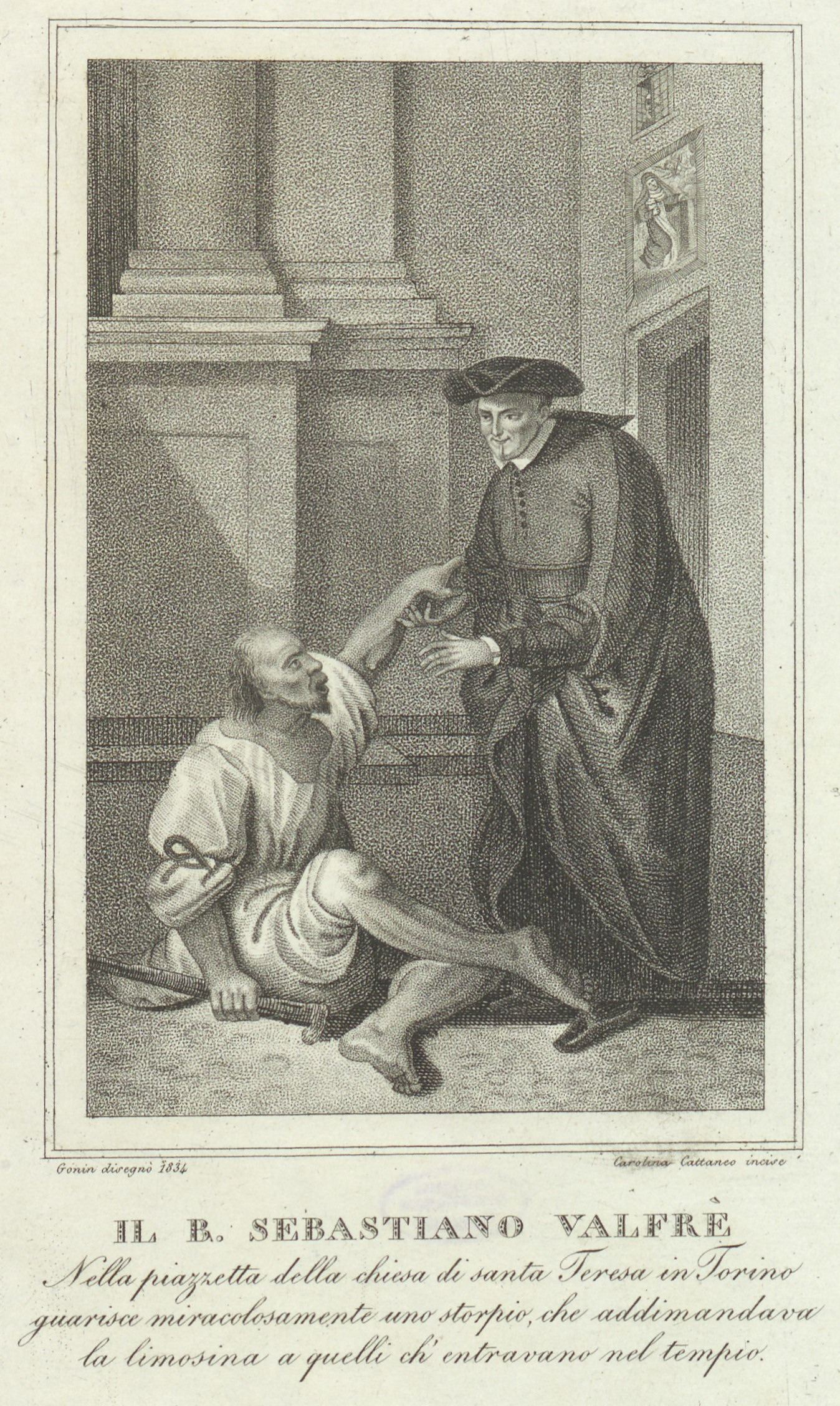
Sébastien Valfrè guérit un paralysé, lithographie de Francesco Gonin (1835).

Il naît dans une famille paysanne pauvre. Après ses premières études à Alba et Bra, à 16 ans, il s'installe à Turin pour approfondir ses études philosophiques. Le 26 mai 1651, il entre dans la Congrégation de l'Oratoire à Turin, il est ordonné le 24 février 1652 par Mgr Paul Brizio, évêque d'Alba. En 1656, il est reçu docteur en théologie à l'université de Turinet nommé maître des novices puis supérieur de la congrégation en 1671. Son gouvernement est une parfaite copie de celui de saint Philippe Néri. Il acquiert une grande renommée de directeur spirituel et de prédicateur.
En 1675, Valfrè assiste Charles-Emmanuel II sur son lit de mort ; son épouse, Marie-Jeanne-Baptiste de Savoie, suivant les souhaits de son mari décédé, fait don d'un terrain pour la construction de l'actuelle église Saint-Philippe-Néri de Turin (it). L'année suivante, la régente lui commande de s'occuper de la direction spirituelle du jeune Victor-Amédée II. Ce dernier, une fois devenu duc, le consulte fréquemment puis lui confie également l'éducation spirituelle de ses deux filles, les princesses Marie-Adélaïde de Savoie et Marie-Louise-Gabrielle de Savoie. Lorsque l'archevêque de Turin décède en 1689, le duc veut que le Père Sébastien accepte le poste vacant mais Valfrè recourt à tous les moyens pour ne pas obtenir la charge épiscopale. Il prie plusieurs fois devant le Saint-Suaire. Le 26 juin 1694, à l'occasion de l'inauguration de la nouvelle chapelle conçue par Guarino Guarini, en présence du duc et de la duchesse Anne-Marie d'Orléans, il remplace les draps de support de la relique.

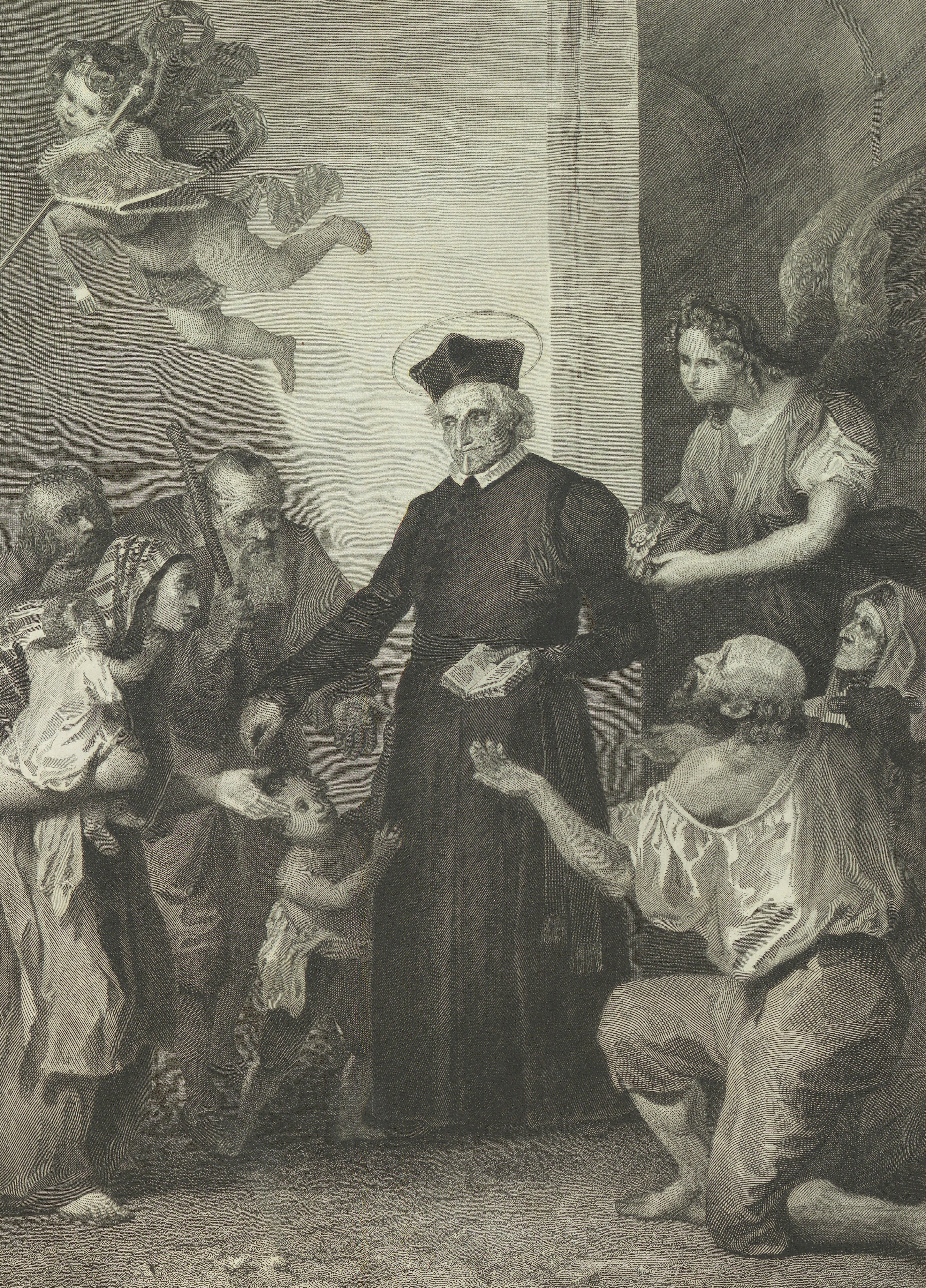
Sébastien Valfré parmi les pauvres, lithographie de Sigismondo Gallina (1834).

Toujours en 1694, il célèbre en privé, pour la première fois en Italie, la fête du Sacré-Cœur dans l'église du monastère de la Visitation de Turin, selon les inspirations de Jeanne-Bénigne Gojoz (1615-1692) morte deux ans auparavant dans ce couvent. En 1703, il aide et encourage la bienheureuse Marie des Anges dans la fondation du carmel de Moncalieri.
Pendant le siège de Turin de 1706, il travaille sans relâche pour aider les soldats blessés et la population civile, et place l'espoir de la victoire dans la protection de la Vierge de la Consolata. Le conseil municipal lui confie la tâche d'organiser des neuvaines de prières et de dévotions publiques pour obtenir l'aide divine. Le sanctuaire de la Consolata sera achevé la même année. Le 13 février 1707, Valfrè propose d'ériger en l'honneur de la Vierge Marie ce qui deviendra la basilique de Superga.
Gravement malade le 24 janvier 1710, le Père Sébastien décède le 30 janvier. Ses restes sont actuellement conservés dans l'église saint Philippe Néri de Turin. Il est béatifié le 15 juillet 1834 par le pape Grégoire XVI.